# Guitiriz (kommun)
Guitiriz är en kommun i Spanien. Den ligger i provinsen Lugo i den autonoma regionen Galicien i nordvästra delen av landet, 500 km nordväst om huvudstaden Madrid. Antalet invånare är 5 122 (2024). Arean är 293,98 kvadratkilometer. Guitiriz gränsar till Aranga, Monfero, Xermade, Vilalba, Begonte, Friol, Sobrado och Curtis. 